# Pierre (futebolista de areia)
Pierre Cunha de Almeida, conhecido como Pierre (Vitória, 12 de julho de 1974) é jogador brasileiro de futebol de areia. Atuou como goleiro. Foi considerado um dos "Melhores goleiros do Mundo de Futebol de Areia".[carece de fontes?]
Pierre começou a jogar Futsal em 1985 nas escolinhas do clube Álvares Cabral em Vitória, ES.

## Títulos
Seleção do Brasil
- Copa do Mundo Fifa: 2006.[1]
- Campeonato Mundial: 2000, 2002, 2003 e 2004.
- Mundialito: 2000, 2001, 2003, 2004 e 2005.
- Eliminatórias da Copa do Mundo: 2005.
- Copa América: 2003.
- Liga das Américas: 2000
- Torneio PBST Acapulco (México): 2000
- Copa Latina: 1998, 1999, 2001, 2002, 2003, 2004, 2005 e 2006.
- Copa Mercosul: 2001.
- Torneio PBST Tignes (França): 2004.
- Torneio PBST Amneville (França): 2005.
- Torneio de Montevidéu (Uruguai): 2005.

Seleção do Espírito Santo
- Campeonato Brasileiro: 2000 e 2001.[2]
- Copa Sudeste: 2002.
- Copa do Brasil: 2006.

## Prêmios
Seleção do Brasil e Seleção Capixaba
- Melhor goleiro do Mundialito: 2005.[3]
- Melhor jogador da Campeonato Brasileiro: 2000 e 2001.
- Melhor goleiro do Campeonato Brasileiro: 1999, 2000, 2001 e 2002.